# Dreieinigkeitskirche (Schweinfurt)
Die Dreieinigkeitskirche (ⓘ) ist eine evangelisch-lutherische Pfarrkirche im Schweinfurter Stadtteil Musikerviertel. Sie steht an der Ecke Florian-Geyer-Straße/Paul-Gerhardt-Straße.

## Geschichte
Die Kirche entstand im Zuge des Wiederaufbaus Schweinfurts nach dem Zweiten Weltkrieg. Die Stadt Schweinfurt wuchs durch Zuzug in den 1950er Jahren rasch an, allerdings wurde das neu entstehende Siedlungsgebiet um die Florian-Geyer-Straße noch immer von der Gustav-Adolf-Gedächtniskirche im Westen der Innenstadt betreut. Bereits 1956 wurde deshalb über eine Teilung der Pfarrei nachgedacht. Im Jahr 1958 legte der Münchner Landeskirchenbaurat Albert Köhler die ersten Entwürfe für den Bau einer neuen Kirche vor.
Man plante ein modernes Gotteshaus zwischen der Siedlung und den Industrieanlagen zu errichten. Die örtliche Bauleitung wurde dem Schweinfurter Architekten Kurt Glaser übertragen. Am 1. Juni 1958 wurde der Grundstein gelegt und bereits im Mai 1959 konnte die Kirche vom Oberkirchenrat Koch geweiht werden. In den 1960er Jahren erhielt die Kirche mehrere Stiftungen von Privatpersonen und den  Industrieunternehmen aus Schweinfurt, wie der FAG Kugelfischer.

## Architektur
Die Dreieinigkeitskirche präsentiert sich als schlichter quadratischer Bau. Das Kirchengebäude ist mäßig hoch und schließt mit einem sich kreuzenden Satteldach ab. Auf der Westseite errichtete man einen Campanile auf einem Zylinder-Grundriss. Die Kirche wurde außen mit roten Ziegeln verblendet und ist lediglich durch wenige, rechteckige Fenster durchlichtet. Außen gliedern einige Betonbänder den Bau. Oberhalb des Portals wurde 1962 die Inschrift „Ehre sei dem Vater und dem Sohn und dem Heiligen Geist“ vom Gerolzhöfer Künstler Kurt Tully angebracht. Der Innenraum der Kirche ist  quadratisch mit einer auf einem kreisrunden Podest stehenden Altarinsel.

## Ausstattung
Die Ausstattung entstammt den Ideen des ausführenden Architekten und ist damit aus einem Guss. Der Altar auf dem Podest ist als schlichter Tisch gestaltet. Die danebenstehende Kanzel wurde etwas erhöht. Den Mittelpunkt der Kirche bildet der zylindrische Taufstein aus Muschelkalk. Die Empore ist zurückgesetzt und springt lediglich an zwei Stellen in den Raum vor. Die sechs Glocken im Campanile wurden 1961 von der Gießerei Bachert aus Karlsruhe geschaffen.
Die Orgel steht, anders als vom Architekten vorgesehen, im Kirchenraum schräg hinter dem Altar. Ihr Gehäuse ist mit den spitzen Formen den Dächern des Gotteshauses angepasst. Oberhalb des Altars wurde ein Kruzifix des Münchner Malers Walther Senf von 1960 angebracht. Es zeigt oberhalb des Gekreuzigten die Taube als Symbol des heiligen Geistes und das Dreieck als Gottessymbol. Der Leib Christi ist gemartert dargestellt, während der Kopf bereits den Auferstandenen zeigt.